# Pristimantis martiae
Espèce
Synonymes
- Eleutherodactylus martiae Lynch, 1974

Statut de conservation UICN

 LC  : Préoccupation mineure
Pristimantis martiae est une espèce d'amphibiens de la famille des Craugastoridae.

## Répartition
Cette espèce se rencontre entre 100 et 1 300 m d'altitude dans le haut bassin de l'Amazone :
- dans l'est de l'Équateur ;
- dans l'est du Pérou ;
- dans l'ouest du Brésil ;
- dans le sud-est de la Colombie.

Sa présence est incertaine en Bolivie.

## Description
Les mâles mesurent de 13,2 à 16,8 mm et les femelles de 18,3 à 23,0 mm. Son dos est brun avec des taches brun foncé ; son ventre est clair et de couleur grise ou brune.

## Étymologie
Cette espèce est nommée en l'honneur de Martha L. Crump, surnommée « Marty », pour sa contribution à la connaissance des amphibiens d'Amazonie.

## Publication originale
- Lynch, 1974 : New species of frogs (Leptodactylidae: Eleutherodactylus) from the Amazonian lowlands of Ecuador. Occasional papers of the Museum of Natural History, University of Kansas, no 31, p. 1-22 (texte intégral).